# Hoczewka
Die Hoczewka ist ein 27,8 km langer linker Zufluss des San in der Woiwodschaft Karpatenvorland in Polen.

## Geografie

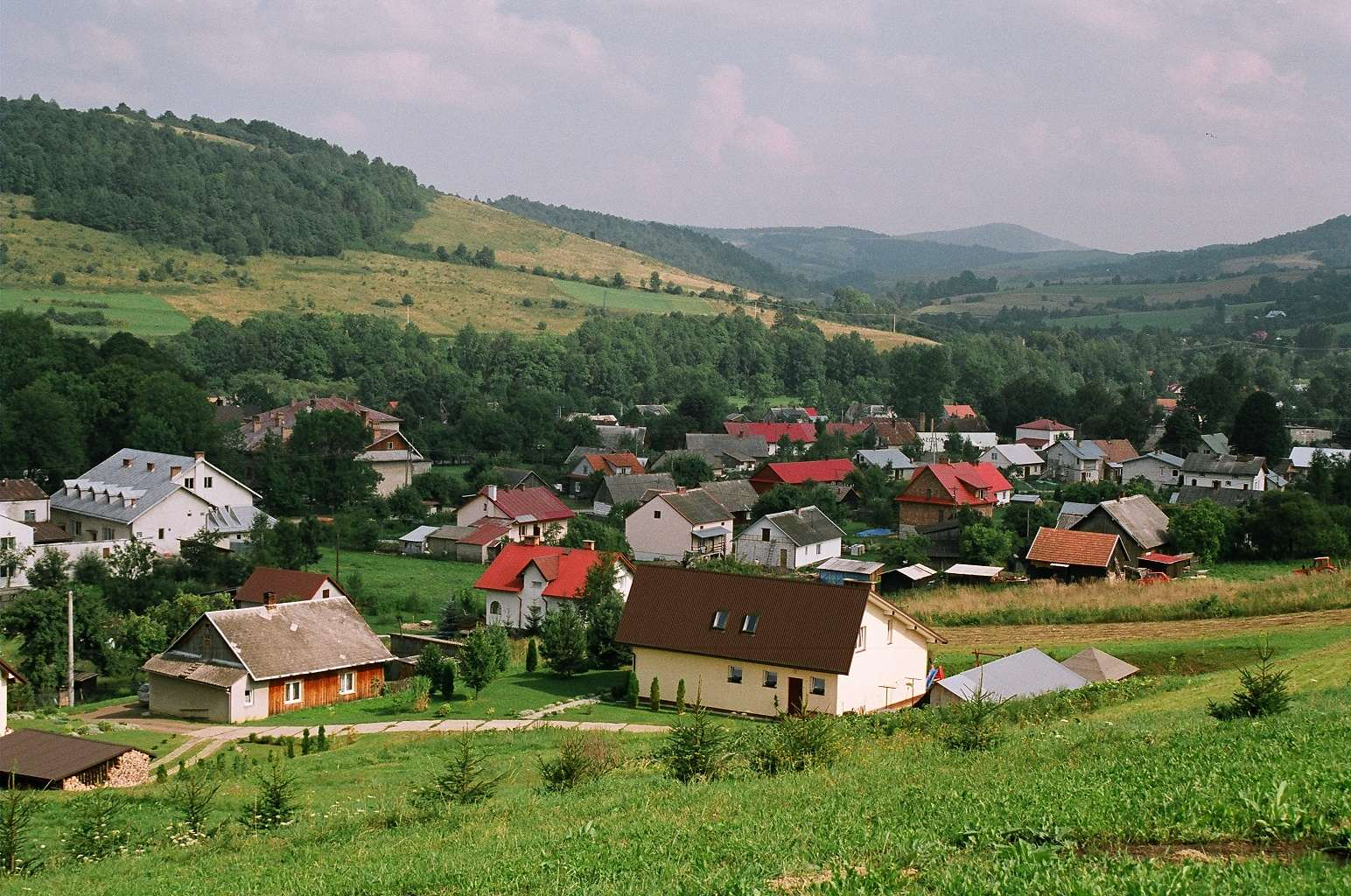
Baligród im Tal der Hoczewka

Der Fluss entspringt als Jablonka im Landschaftsschutzpark Ciśniańsko-Wetliński Park Krajobrazowy im Gebirge der Bieszczady im äußersten Südosten Polens beim Berg Wołosań (1071 m). Er fließt nach Norden durch die Gemeinde Baligród und mündet bei dem Dorf Hoczew in den San.
Das Einzugsgebiet wird mit  180,1 km² angegeben, der mittlere Abfluss an der Mündung mit 3,1 m³/s.